# باروخ اسپینوزا
باروخ اسپینوزا (به انگلیسی: Baruch Spinoza) و بعدها معروف با نام بندیکت دِ اسپینوزا (زاده ۲۴ نوامبر ۱۶۳۲ – درگذشته ۲۱ فوریه ۱۶۷۷) فیلسوف مشهور هلندی با اصالت یهودیِ سفاردیِ پرتغالی بود. وی یکی از بزرگ‌ترین خردگرایان و جبرگرایان فلسفه قرن هفدهم و زمینه‌ساز ظهور نقد مذهبی و همچنین عصر روشنگری در قرن هجدهم به‌شمار می‌رود.

اسپینوزا به واسطهٔ نگارش مهم‌ترین اثرش، اخلاقیات، که پس از مرگ او به چاپ رسید و در آن دوگانه‌انگاری دکارتی را به چالش می‌کشد، یکی از مهم‌ترین فیلسوفان تاریخ فلسفهٔ غرب به‌شمار می‌رود. پیشه وی تراش عدسی بود، او در طول زندگی، جایزه‌ها، افتخارات و تدریس در مکان‌های صاحب‌نام را رد کرد، و سهم ارث خانوادگی‌اش را به خواهرش بخشید.
فیلسوف و مورخ نامدار گئورگ ویلهلم فریدریش هگل، دربارهٔ او می‌نویسد: «شما یا پیرو اسپینوزا هستید، یا اساساً فیلسوف نیستید.» همچنین دستاوردهای فلسفی و شخصیت اخلاقی اسپینوزا زمینه‌ساز آن شد تا ژیل دلوز، او را «شاهزادهٔ فلسفه» بنامد.

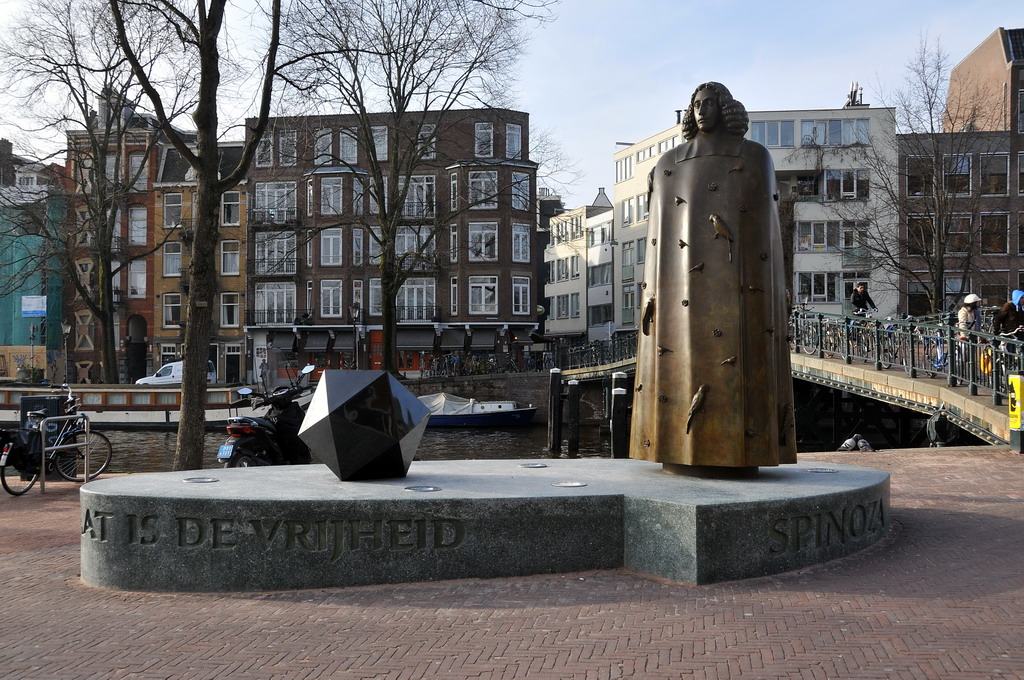
مجسمهٔ اسپینوزا در آمستردام

## زندگی

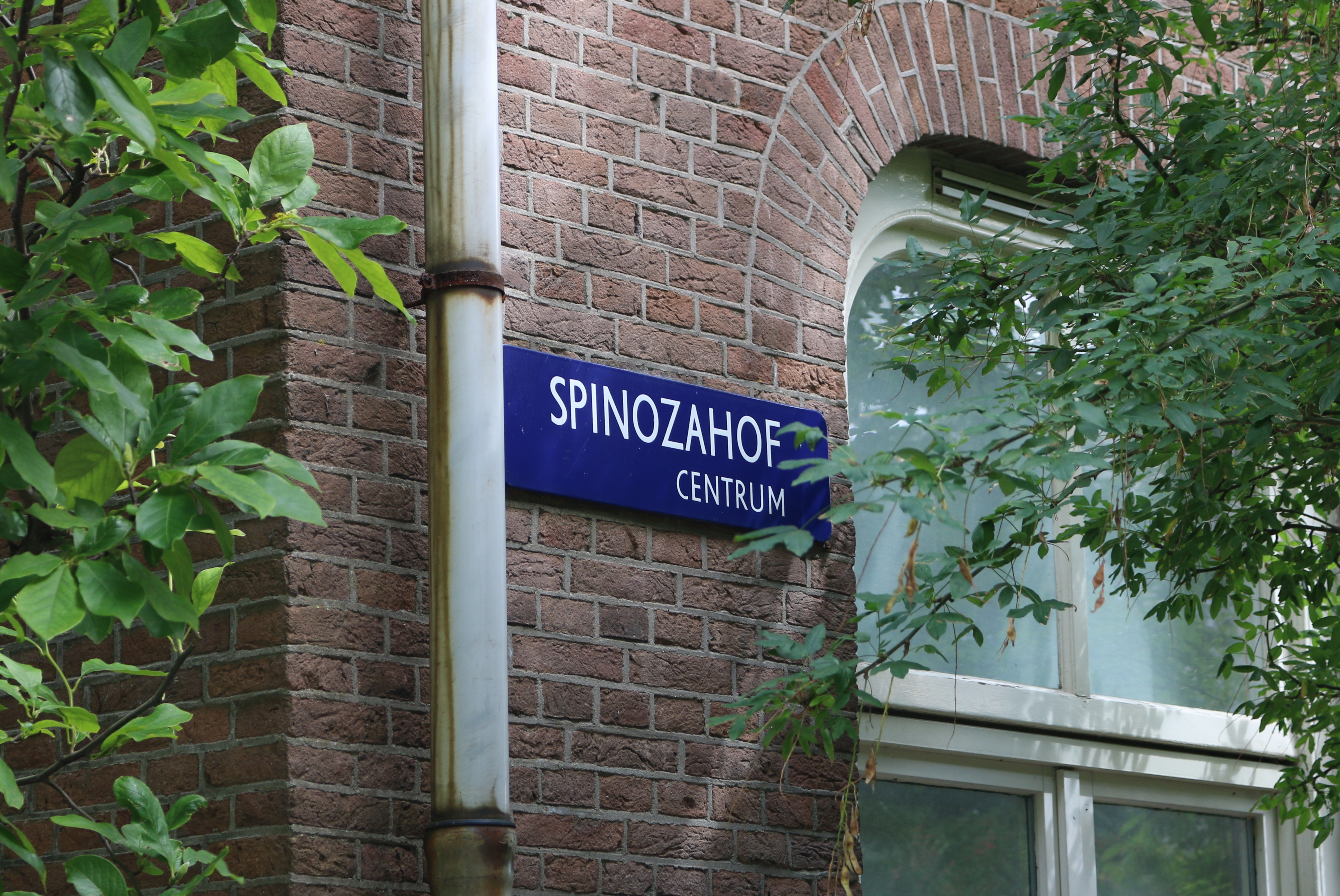
خیابانی در آمستردام به نام اسپینوزا

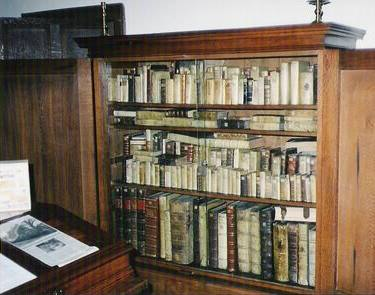
کتابخانهٔ اسپینوزا داخل موزه اسپینوزا در هلند

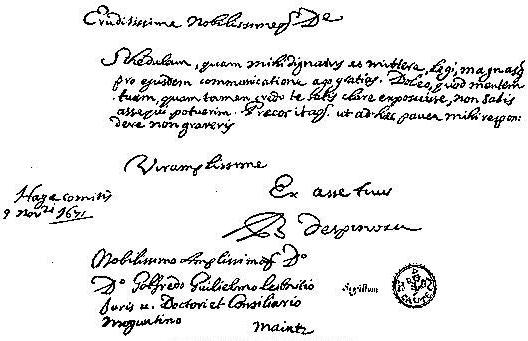
یکی از نامه‌های اسپینوزا با لایب نیتس در ۹ نوامبر ۱۶۷۱

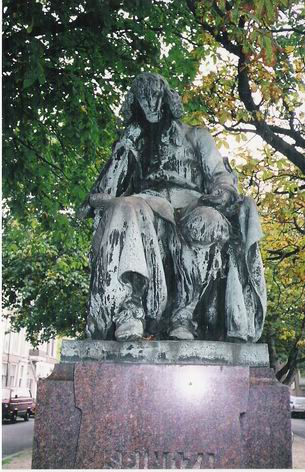
مجسهٔ اسپینوزا در لاهه. جایی که اواخر عمر در آن جا زندگی می‌کند و در ۴۵ سالگی در آن جا بر اثر بیماری ریوی که گویا ارثی بوده ولی غبارهای شیشه‌ای عدسی در شدت بیماری مؤثر بوده‌اند جان می‌سپارد.

### تولد

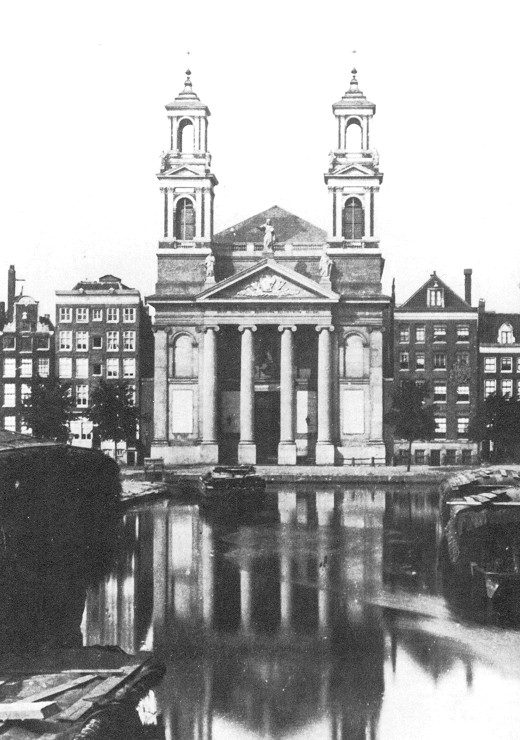
محل زندگی اسپینوزا در کودکی

بندیکت د اسپینوزا در ۲۴ نوامبر ۱۶۳۲ در یک خانوادهٔ مذهبی یهودی در آمستردام به دنیا آمد. خانوادهٔ او در اوایل همان سده به همراه بسیاری از دیگر یهودیان پرتغالی و اسپانیایی، از بیم پیگرد توسط دستگاه تفتیش عقاید کلیسا، به هلند پناه آورده بودند. هلند در آن زمان از نظر مذهبی سرزمین نسبتاً رواداری بود.
اسپینوزا در جامعهٔ یهودیان هلند بزرگ شد و در آنجا تعلیمات یهودی را نزد تنی چند از بهترین خاخام‌های عصر خود فرا گرفت.

### تحصیلات

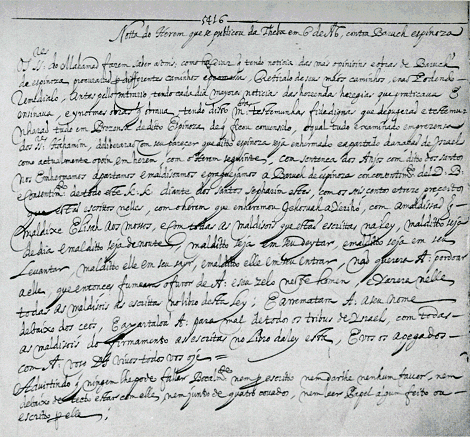
یکی از نامه‌های اسپینوزا به زبان پرتغالی. او به عبری، پرتغالی، فرانسه، ایتالیایی، انگلیسی، لاتین، یونانی باستان، اسپانیایی، هلندی و آلمانی تسلط داشت و با چند زبان دیگر نیز آشنایی داشت.

پدر اسپینوزا او را به مدرسهٔ یهودیان سپرده بود تا با آموزش در حوزه دین‌شناسی، خاخام شود. اسپینوزا در سن ۱۶ سالگی شاگردی استثنایی در حوزه امور دینی بود، اما یادگیری در این زمینه او را راضی نمی‌ساخت. به دلیل آشنایی به چند زبان، به‌طور مستقل به مطالعه آثار فلسفی پرداخت.
اما رفته رفته نشانه‌های تردید در مورد کتاب مقدس یهودیان به عنوان وحی الهی در او آشکار شد و موضوع‌هایی چون دخالت یک خدای شخصی در امور انسانی، برگزیدگی قوم یهود از طرف خداوند و نیز حقوق ویژه روحانیون را مورد شک و پرسش قرار داد.
اسپینوزا تحت تأثیر فلسفهٔ دکارت بود امّا در تعاملات متافیزیکی خود تلاش می‌کرد بر دوگانه انگاری دکارتی چیره شود و خدا، روح و ماده را در پیوندی واحد به اندیشه درآورد.
البته بسیاری از دانشجویان یهودی هم که هوادار استقلال و آرمان آزادی اندیشه بودند به تدریج علم مخالفت با فضای منقبض ناشی از قرائت سنتی از تعالیم یهودیت را بلند کردند و تورات را زیر سؤال می‌بردند. به همین دلیل پیشوایان یهودیت به شدت نگران چنین مسائلی بودند. از این رو وقتی اسپینوزا شروع به اشاعه نظریات نامتعارف و غیر سنتی خود کرد با مخالفت شدید روبه روشد. او می‌گفت کسانی که اسفار پنج‌گانه موسی را نوشته‌اند، هم از نظر علمی و هم از نظر علم کلام و الهیات افراد ساده لوحی بیش نبودند و اصولاً خمسهٔ موسی از موسی نیست! او به این بسنده نکرد و گفت که در تورات هیچ شاهدی بر این که خداوند صاحب جسم است یا روح فناناپذیر است یا فرشتگان وجود دارند در دست نیست. کسی نمی‌توانست در مجادلات منطقی با او حریف شود در نتیجه اولیای دین برای ساکت کردن او مستمری سالانه ۲۰۰۰ فلورن به او پیشنهاد کردند تا حداقل از اشاعهٔ نظریاتش به‌طور علنی دست بکشد. اما او قبول نکرد. او تا آخر عمر همسری نداشت و تا مرگ همین گونه ماند.
در نهایت یکی از یهودیان متعصب به او سوءقصد کرد که از آن جان سالم به در برد. او در کالج آفینیوس که مدیر آن وان دن اِندِن (Franciscus van den Enden) و از آزاد اندیشان دورهٔ خود بود، درس می‌خواند، که این هم باعث بدگمانی نسبت به خود در جامعه یهودیت آمستردام شد. وان دن اندن قبلاً کشیش یسوعی بود ولی آزادی‌خواه شده بود و مطالعات وسیعی در زمینهٔ آثار یونان باستان و فلسفه داشت. او بعدها به آزادیخواهان فرانسوی پیوست و توطئه‌ای برای انحلال نظام سلطنتی فرانسه و ایجاد دموکراسی کرد ولی جنبش شکست خورد و او توسط پادشاه فرانسه اعدام شد.
او از نظرات حسدای کرسکاس بسیار تأثیر گرفت و آثار موسی بن میمون و فلسفه مدرسی و جوردانو برونو را به دقت مطالعه کرد. حسدای کرسکاس می‌گفت جهان از ازل وجود داشته و تا ابد وجود خواهد داشت و خلقت شامل چیدمان این‌ها می‌شود. این نظر بر روی اسپینوزا تأثیر فلسفی گذاشت. او سرانجام در ۱۶۶۳ در لاهه ساکن شد. او به قدری معروف شد که لایب نیتس به ملاقات او می‌رفت و با هنری اولدنبرگ که دبیر اول انجمن سلطنتی بریتانیا بود نامه‌نگاری می‌کرد و دوست بود. او با رابرت بویل، شیمیدان معروف نیز نامه‌نگاری می‌کرد و دوست بود.

### طرد از جامعه یهودیان
اسپینوزا مراسم عبادی و دینی را بی‌اهمیت و زاید خواند و بیان کرد که متن‌های کتاب مقدس را نباید کلمه به کلمه فهمید. از همین رو، او را در ۲۴ سالگی به جرم افکار انحرافی از جامعه یهودیان هلند اخراج و ورودش را به کنیسه‌ها ممنوع کردند. حتی پیش از واکنش یهودیان، کلیسای کاتولیک کتاب‌های او را در فهرست کتاب‌های ممنوعه قرار داد و پروتستانهای هلندی نیز این کتاب‌ها را به آتش کشیدند. نظریاتش دشمنان زیادی برای او تراشیده بود و پس از اینکه سوء قصد به جان او نافرجام ماند، از آمستردام گریخت و گوشه‌گیری و انزوا پیشه کرد و خود را یکسره وقف فلسفه نمود.

### پیشه

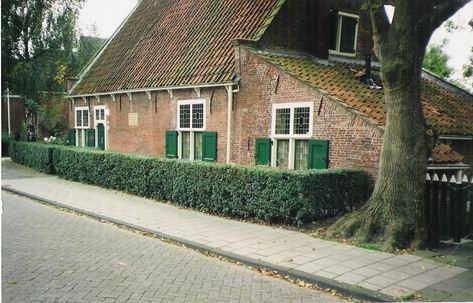
موزهٔ اسپینوزادر هلند. او در این‌جا زندگی و عدسی تراشی می‌کرده

اسپینوزا زندگی سادهٔ خود را از راه تراش شیشه‌های ذره‌بین تأمین می‌کرد. در سال ۱۶۷۳ شهردار پفالتس که با نظریات فلسفی اسپینوزا آشنا بود، به وی پیشنهاد کرسی استادی فلسفه در دانشگاه هایدلبرگ را داد، مشروط بر آنکه او از آزادی پژوهش فلسفی برای براندازی دین عمومی سوءاستفاده نکند. اسپینوزا این دعوت را رد کرد، چون نمی‌خواست استقلال فکری خود را قربانی مقام و عقل را تابع ایمان سازد. وی در پاسخ به دعوت آن شهریار نوشت: «از آنجا که نمی‌دانم مرزهای آزادی فلسفی، برای این‌که دین برانداخته نشود کجاست، نمی‌توانم از فرصت به دست آمده استفاده کنم».
در سال ۱۶۷۵ یک دیندار کاتولیک به نام آلبرت بورگ در نامه‌ای به اسپینوزا نوشت: «من این نامه را بنابر وظیفهٔ دینی خود برایتان می‌نویسم تا عشق به همسایه را حتی به شما که یک کافر هستید نشان دهم. شما را فرا می‌خوانم که روح خود را به موقع نجات دهید و به مسیحیت بگروید. شما مدعی هستید که سرانجام، فلسفه حقیقی را یافته‌اید. اما از کجا می‌دانید که فلسفهٔ شما بهترین است؟ آیا می‌خواهید کفرگویی‌های ناگفتنی موجودی نکبت‌زده، کِرمی حقیر و انسانی خاکی را که سرانجام غذای کِرم‌ها می‌شود، گستاخانه بر حکمت بی‌انتهای پدر جاودانی برتر شمارید؟ از شما خواهش می‌کنم بس کنید و دیگران را نیز همراه خود به فساد نکشانید».
اسپینوزا در پاسخ این مؤمن مسیحی نوشت: «من ادعا نمی‌کنم که بهترین فلسفه را یافته‌ام، اما می‌دانم که حقیقت را می‌توان شناخت. تمام دلیل‌هایی که شما در نامهٔ خود اقامه کردید، فقط در طرفداری از کلیسای رومی است. آیا معتقدید که با آن‌ها می‌توان اقتدار این کلیسا را به روش ریاضی اثبات کرد؟ و چون این چنین نیست چگونه می‌خواهید باور کنم که بُرهانهای من، ساخته و پرداخته ارواح خبیث است و سخنان شما مُلَهم از پروردگار؟ افزون بر آن، من می‌بینم و نامهٔ شما نیز آشکارا نشان می‌دهد که بردهٔ این کلیسا شده‌اید، نه به خاطر عشق به خداوند، بلکه از بیم آتش دوزخ که تنها علت خرافه است. این خرافه را از خود دور سازید و خردی را که خداوند به شما ارزانی داشته به رسمیت بشناسید و اگر نمی‌خواهید جزو موجودات فاقد خرد به‌شمار آیید، از آن بهره گیرید. بس کنید و خطاهای ابلهانه را معما و رازورزی جلوه ندهید!».
اسپینوزا کتاب مقدس را حاوی قانون‌هایی اخلاقی می‌دانست که فرمانبری می‌طلبد، اما کمکی به شناخت حقیقت نمی‌کند.
مهم‌ترین اثر اسپینوزا «اخلاقیات» نام دارد. اما این کتاب برخلاف عنوانش، به معنای گستردهٔ کلمه بیشتر متافیزیک است و فلسفهٔ اخلاق در آن جایگاه اصلی را ندارد. اسپینوزا در زمان حیاتش، این اثر را فقط در اختیار معدودی از دوستانش قرار داد و به اصرار شخصی او، انتشار این کتاب پس از مرگش صورت گرفت.

### مرگ
اسپینوزا از جوانی دچار بیماری سل بود و تقریباً تمام عمر ناچار شد از یک رژیم سخت غذایی پیروی کند. اهل خوشگذرانی و معاشرت نبود. در نهایت سادگی می‌زیست و مبلغ مستمری را که بنابر وصیت دوستش یان دویت دریافت می‌کرد، خود از پانصد گولدن در ماه به سیصد گولدن در سال کاهش داد. اسپینوزا در ۲۱ فوریه ۱۶۷۷ در ۴۴ سالگی در لاهه چشم از جهان فروبست. اسپینوزا در صحن نیو کرک مسیحیان در لاهه دفن شده است.

## آرا

مهر امضاء باروخ اسپینوزا

مفاهیم بنیادی اسپینوزا برای ارائهٔ دیدگاهش دربارهٔ هستی، که با آگاهی او از خدا تذهیب شده‌اند، این‌چنین هستند. ممکن است در نگاه اول عجیب به نظر آیند. در پاسخ به پرسش «چه هست؟» اسپینوزا می‌گوید «جوهر، ویژگی‌ها و وجوه آن»

### رد دوگانه‌انگاری
اسپینوزا تحت تأثیر فلسفهٔ دکارت بود. اما در تاملات متافیزیکی خود تلاش می‌کرد بر دوگانه‌انگاری دکارتی چیره گردد و خدا، روح و ماده را در پیوندی واحد به اندیشه درآورد.
دکارت دو جهان مختلف را قائل می‌شد:ذهن، ماده. اسپینوزا این را اشتباه یافت. دکارت نفس را در معنای قدرت فکر کردن، تنها متعلق به انسان می‌دانست و حیوانات را فاقد آن می‌پنداشت. ذهن را که قدرت تصمیم‌گیری داشت جدا از بدن تصور می‌کرد؛ حتی طی یک اقدام علمی گفت که منشأ این روح در غده صنوبری مغز است زیرا حیوانات این را نداشتند. در اصل رنه دکارت اعتقاد داشت جایگاه خودآگاهی در غده صنوبری در مغز است زیرا خودآگاهی همان روح است. ایرادی که اسپینوزا گرفت آن بود که اگر ذهن جدا از بدن است پس چگونه به دست من فرمان حرکت می‌دهد؟ گرچه اسپینوزا در یکی از نامه‌هایش ذهن را صرفاً از نظر فلسفی جدا از ماده می‌دانست ولی نمی‌گفت در واقعیت همچنین چیزی واقعیت دارد و بلکه بر یگانه انگاری تأکید می‌کرد.

### فلسفه اخلاقی
وی باورهای اخلاقی اش را با رواقیان باستان مشترک می‌دانست چرا که نزد وی هم، اخلاقیات فراتر از جهان مادی نبودند گرچه که رواقیان بیشتر بر دوری از لذت‌های جسمی تأکید داشتند و اسپینوزا بر ملایمت حسانی تأکید داشت. عصاره فلسفه اخلاق وی را می‌توان در رساله اش پیرامون تعالی فهم انسان جست. آنچه که اسپینوزا باور داشت خیر غایی و حقیقی بود. او باور داشت که خوب و بد مفاهیم نسبی هستند با ادعای این مطلب که هیچ چیزی ذاتاً خوب نیست و هیچ چیزی ذاتاً بد هم نیست مگر با توجه به یک امر جزئی. آن چیزهایی که عموماً خوب یا بد انگاشته می‌شوند صرفاً برای انسان‌ها خوب یا بد هستند. اسپینوزا باور داشت که در جهان قطعیت که در آن همه چیزها در طبیعت از ضرورتی خاص حاصل می‌شوند یا کامل‌ترین شیوه، هیچ چیزی اتفاقی نیست و هیچ چیزی ممکن نیست.

### اخلاق اسپینوزا
در عالم هر چیزی که رخ می‌دهد از ماهیت ضروری اشیاء است یا از طبیعت (خدا). بر طبق نظر اسپینوزا، واقعیت، کمال است. اگر شرایط همچون امری اتفاقی لحاظ شوند این حاصل فهم ناقص ما از طبیعت است. در حالیکه اجزاء سلسله علت و معلول، فراتر از فهم انسانی نیستند و فهم انسانی از کل مجموعه نامحدود محدود است که بخاطر محدودیت علمی است که به صورت تجربه وار برداشتی از توابع کلی را به‌دست می‌دهد. اسپینوزا همچنین می‌گوید که ادراک حسی گرچه عملی و مفید است، برای کشف حقیقت کافی نیست. فهم وی از بقا بیان می‌کند که میل طبیعی انسان به بقا از سوی یک وجود ضروری نگاهداری می‌شود. او بیان می‌کند قوه فضیلت انسان می‌تواند تعریف شود از طریق موفقیت در نگاهداری وجود از طریق نگاهداری عقل که آموزهٔ اساسی اخلاق است. از نظر وی بالاترین فضیلت، عشق عقلانی به معرفت خدا (طبیعت/جهان) است.",

### خدا و ادیان

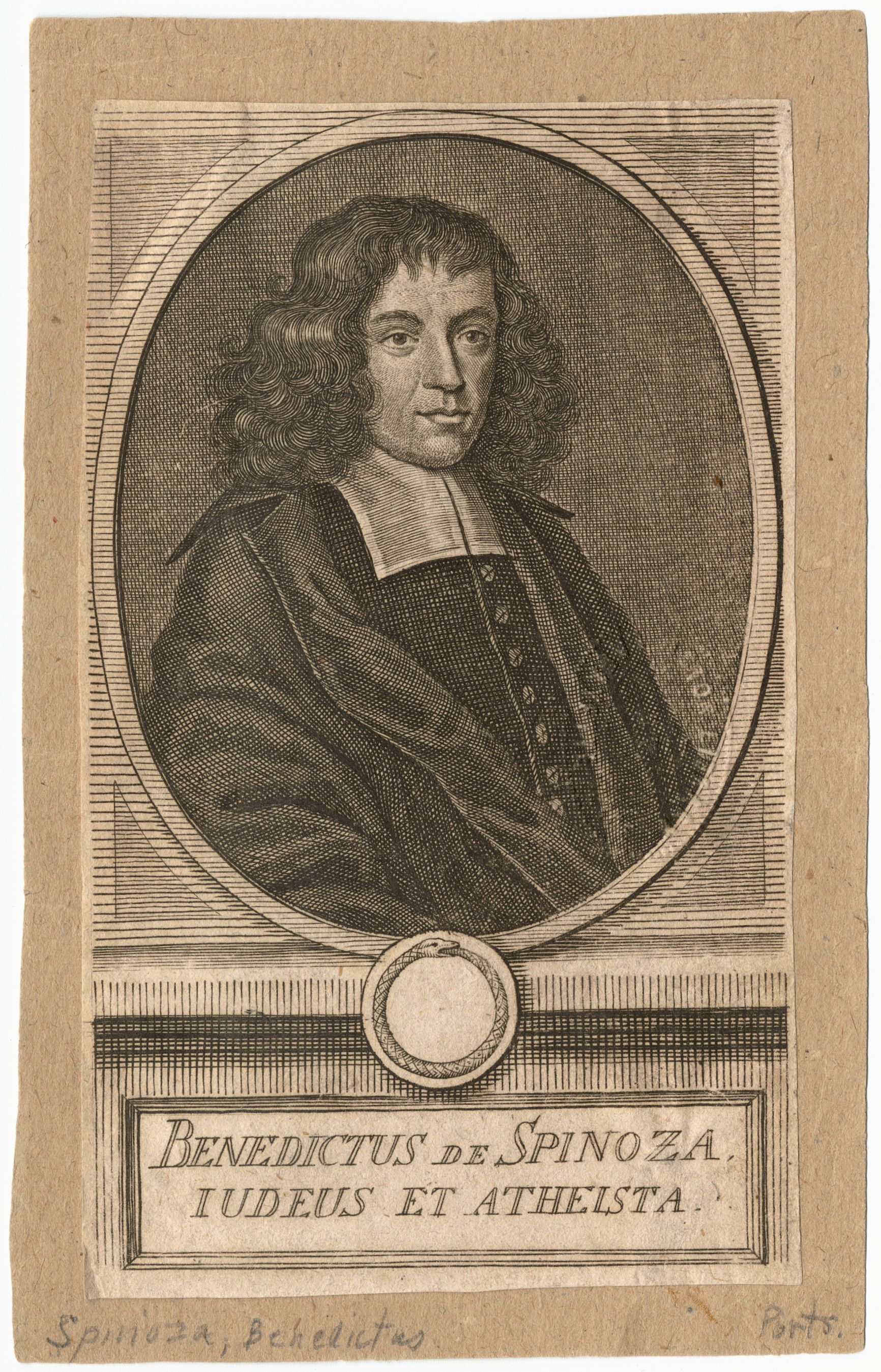
یک عکس توهین‌آمیز که توسط مخالفانش کشیده شده. زیر آن به لاتین نوشته شده:یک یهودی و یک خداناباور

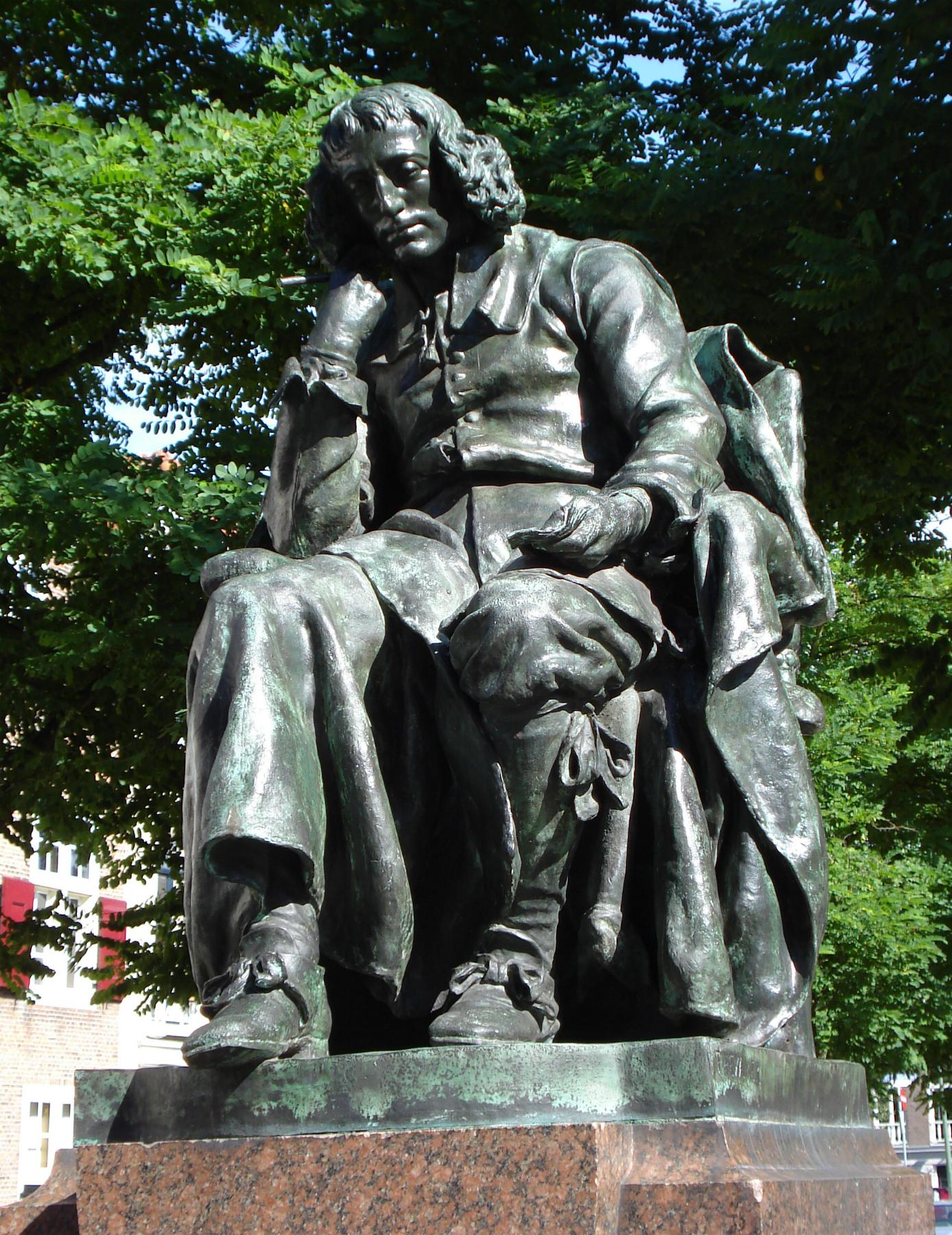
مجسمه اسپینوزا در لاهه

خدا برای اسپینوزا، خدایی آن جهانی نیست که جهان را از نیستی آفریده باشد. جهان ناآفریده است. نه آغازی داشته و نه پایانی برای آن در نظر گرفته شده. جهان برای اسپینوزا، خدای جاودانی و به عبارت دیگر صورت پدیداری الوهیت است. برای وی، خدا و طبیعت و جوهر این همانند. این، عالیترین مفهوم متافیزیک اسپینوزا می‌باشد.
در اصل و به‌طور خلاصه که از زبان اسپینوزا بیان شده جهان صحنه خیمه‌شب‌بازی نیست و خدا خیمه‌شب باز آن که آن را کنترل کند، خود از طریق معجزه، قوانین طبیعت را نقض کند و زیر پا بگذارد و در صورت لزوم دوباره آن را به کار گیرد!خدا همان طبیعت است که در برگیرنده تمام علت‌ها و جوهر هاست. از این‌رو اسپینوزا تا حدی شبیه تفکر شرقی فکر می‌کند که بی‌جهت نیست زیرا خود از فلسفه هندی تا حدی وام گرفته است. او بعضی از آثار هندی را مطالعه می‌کرد.
فلسفه اسپینوزا سرشار و اشباع شده از خداست.اودر جایی می‌گوید: من خواهان عشق عقلانی به خدا هستم. از این‌رو نگاه اسپینوزا یک جهان‌بینی علمی بسیار متعالی و زیباست به حدی که انشتین را مجذوب خود می‌کند. انشتین یک دانشمند و متفکر همه خدایی و یک اسپینوزایی بود.
«اینکه می‌گویید اگر خدا را سمیع و بصیر و شاهد و مرید ندانم…، پس خدایی که به آن معتقدم چگونه است، مرا به خودتان بدگمان می‌سازید زیرا من فکر می‌کنم که شما کمالاتی بالاتر از صفات فوق نمی‌توانید تصور کنید. از این فکر شما تعجبی نمی‌کنم؛ زیرا اگر «مثلث» را زبان می‌بود خدا را کامل‌ترین مثلث‌ها می‌گفت و «دایره» ذات خدا را اکمل دایره‌ها می‌خواند؛ همین‌طور هر موجودی صفات خاص خود را به خدا نسبت می‌دهد.» نامه، ۶۰

## نقد
با آنکه نوابغی چون آلبرت انیشتین و جورج الیوت، نظرات اسپینوزا را ستوده‌اند و انیشتین در نامه‌ای نوشته که تنها به "خدای اسپینوزا "باور دارد، اما نظام فلسفی اسپینوزا هم در معرض نقدهای جدی قرار دارد. از جمله اینکه وی اساس فلسفه خود را بر این اصل استوار کرده که " ممکن نیست دو جوهر نامتناهی و ناکرانمند هم‌زمان وجود داشته باشند". و بنابر آن نتیجه می‌گیرد که پس جهان و خدا یکی هستند. این اصل که تنها یک اصل ریاضی است، تنها در ریاضی و آن هم در هندسه دو بعدی مصداق دارد. به عبارت ساده‌تر اگر معلوم شود که فرض اولیه وی نادرست است، کل سیستم نظام فلسفی او فرو خواهد ریخت؛ و حال آنکه در هندسه امروزی امکان وجود دو یا چند بی‌نهایت هم‌زمان وجود دارد (به عنوان مثال می‌توان دو صفحه موازی را فرض کرد که گسترهٔ هر دوی آن‌ها تا بی‌نهایت ادامه دارد).
اما پاسخ از این نقد باید گفت این مدعا که این یک اصل ریاضی است ادعای اثبات نشده است زیرا بینهایت بودن به معنای آن است که از نظر وجودی حدی ندارد و وجود در برابر عدم است در این صورت همه هستی تنها یک مصداق میابد و این مدعا که این قانون فقط در ریاضیات مطرح است ادعای خلاف عقلانیت است زیرا وجود نا متناهی در همه ابعاد نامتناهی است و با وجود شئ نامتناهی شئ نا متناهی دوم از دو حال خارج نیست:
۱- عین همین نا متناهی است و این یعنی این دو یکی هستند
۲- این نامتناهی غیر این نامتناهی است در این صورت باید بین این دو نامتناهی وجه اختلافی وجود داشته باشد ولی این با فرض مخالف است زیرا نامتناهی به معنی آن است که همه کمالات را دربردارد و چیزی نیست که فاقد آن باشد در این صورت فرض شئ که در بین این دو نا متناهی مشترک نباشد محال است و از این رو نامتناهی تنها یک مصداق دارد.
نقد دیگر این است که امتداد فلسفه او نهایتاً به ماتریالیسم ختم می‌شود، چرا که او خداوند را «جوهر ممتد» می‌داند، یعنی صفت مادی برای خدا قائل شده؛ لذا نتیجه ساده این می‌شود که هرچه هست ماده است و غیر آن نیست. اسپینوزا وقتی با خشم خداباوران مواجه شد سعی در اصلاح و توجیه سخن خود کرد و اصطلاح «حالت» را ابداع کرد و امتداد را یک حالت و نه صفت خواند. حتی فلاسفه مارکسیست نیز معتقدند که فلسفه اسپینوزا سرانجام از ماتریالیسم مطلق سر درمی‌آورد.
اسپینوزا می‌گوید :" جهان ناآفریده است". یعنی از روز ازل همین بوده که هست. حال که نظریهٔ مهبانگ مورد توافق قاطبهٔ دانشمندان عالم قرار گرفته، قوام نظام فلسفی او کاهش یافته است.
از طرفی خدای اسپینوزا به انسان بی اعتناست و نه او را پاداش می‌دهد و نه مجازاتی در کار خواهد بود، اسپینوزا به معاد اعتقادی ندارد؛ و این عدالت الهی را زیر سؤال می‌برد؛ و بدین گونه خدا تبدیل به تودهٔ عظیم مادی غول پیکر ولی منفعلی می‌شود. او می‌گوید جهان غایتی ندارد.
محسن جهانگیری در کتاب "اسپینوزا فیلسوف جاودانه " می‌نویسد که شاید دست تقدیر باعث شد تا اسپینوزا خالق نظام فلسفی باشد که سازگارترین فلسفه با علم است. یک فرض دیگر هم ممکن است و آن اینکه او خودآگاه یا ناخودآگاه، در عصر شکوفایی علوم تجربی تلاش کرد تا نظام فلسفی را بسازد که با این علوم سازگاری داشته باشد.

## آثار
اسپینوزا در طول حیات خویش تنها دو اثر (شرح اصول مابعدالطبیعه دکارت و رساله الهی-سیاسی) خود را منتشر کرده است و مابقی این نوشته‌ها پس از مرگ او توسط دوستان و نزدیکانش جمع‌آوری و منتشر شده است.

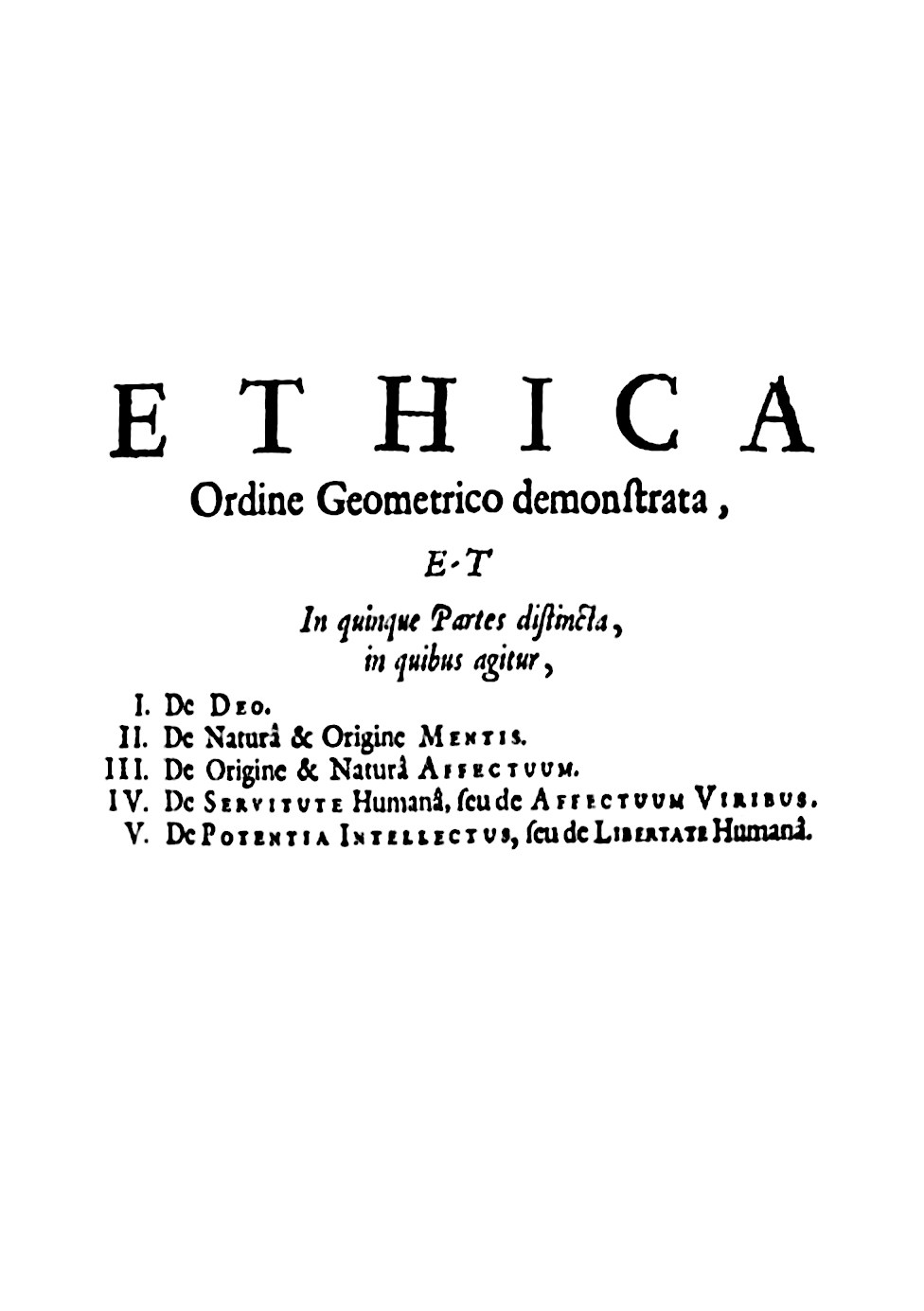
اخلاق(Ethicks) که در آن اسپینوزا فلسفهٔ وحدت وجودی خویش را طرح‌ریزی می‌کند

- رساله دفاعیه: بعد از تکفیر و به زبان اسپانیایی نوشت ولی متأسفانه مفقود شد و در دسترس نیست.
- رساله مختصره: اولین کار فلسفی او که در دسترس است.
- رسالهٔ در اصلاح فاهمه یا بهبود عقل: رساله‌ای ناتمام.
- شرح اصول فلسفهٔ دکارت: یکی از آثار مهم که به روش هندسی در سال ۱۶۶۳ منتشر شد.
- رساله الهی سیاسی (به انگلیسی:Theologico-Political Treatise، به لاتین:Tractatus Theologico-Politicus): اثر مهم و بسیار اثرگذار بر روشنفکران بعد. موضوع کتاب نقادی کتاب مقدس است و بسیار جنجال‌برانگیز بوده و هست. بدون نام منتشر شد. جزو کتاب‌های ممنوعهٔ زمان خود بود.[۶]
- تصویری از جلدِ رساله الهی سیاسی (اسپینوزا)
- رساله سیاست: ناتمام.
- نامه‌ها: شامل ۸۴ نامه.

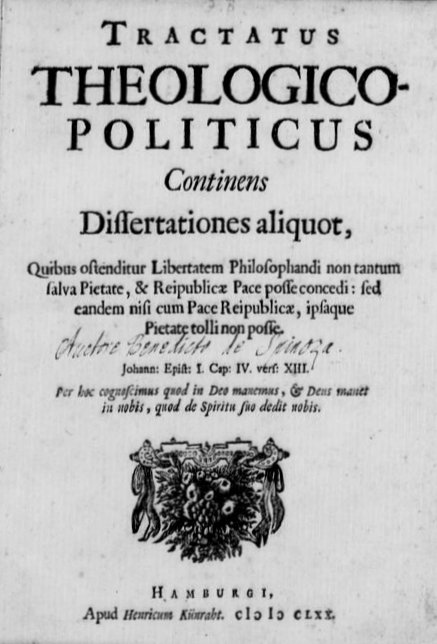
تصویری از جلدِ رساله الهی سیاسی (اسپینوزا)

- اخلاق (به انگلیسی: Ethics, Demonstrated in Geometrical Order):مهم‌ترین کتاب او. ترجمه شده توسط محسن جهان‌گیری.[۶] جزو بزرگ‌ترین کتاب‌های فلسفی تاریخ بشر[۱۳]

این کتاب (اخلاق) تأثیر بسیاری بر فلاسفهٔ بعد از خود گذاشته است، به‌طور مثال:
کولریج شاعر مشهور انگلیسی آن را انجیل خود می‌داند، گوته می‌گوید "ذهنی که بر من تأثیر گذاشته است، ذهن اسپینوزا بوده است!" یا هگل دربارهٔ او گفته است که "شما یا پیرو اسپینوزا هستید یا اساساً فیلسوف نیستید" و نیز هیوم در مخالفت او بیان می‌کند که "نظریاتی شنیع و وقیح دارد".

### ترجمهٔ آثار به فارسی
- «اخلاق»، ترجمه محسن جهانگیری، ویراستار اسماعیل سعادت، تهران، مرکز نشر دانشگاهی، چاپ سوم، ۱۳۸۸
- «رساله در اصلاح فاهمه (و بهترین راه برای رسیدن به شناخت حقیقی چیزها)»، ترجمه اسماعیل سعادت، تهران، مرکز نشر دانشگاهی، چاپ اول، ۱۳۷۴
- «ش‍رح اص‍ول ف‍ل‍س‍ف‍ه دک‍ارت و ت‍ف‍ک‍رات م‍اب‍ع‍دال‍طب‍ی‍ع‍ی»، ترجمه محسن جهانگیری، تهران، نشر سمت، چاپ دوم، ۱۳۸۸
- «رساله سیاسی» (دفترهای سیاست مدرن۳)، ترجمه پیمان غلامی و ایمان گنجی، ویراستار: محمدمهدی اردبیلی | تهران، نشر روزبهان، چاپ اول، ۱۳۹۳
- «رسالهٔ الهی - سیاسی»، ترجمهٔ علی فردوسی، تهران، شرکت سهامی انتشار، ۱۳۹۶
- «رساله مختصره»، ترجمه مهدی رضاییان زاده، نشر حکمت کلمه، چاپ اول، ۱۴۰۳

### نمونه‌ای از متن رساله الهی سیاسی
ترس خرافه را می‌پروراند. اشخاص ضعیف و حریص از روی بد بختی از عبادت استفاده می‌کنند و اشک‌های زنانه می‌ریزند تا از خداوند درخواست کمک کنند. تجمل و تشریفات دردین قرار داده شده‌اند تا ذهن انسان را با تعصبات مسدود کنند و برای عقل جایی نمی‌ماند که حتی اندکی شک کند. فراموش نکنید که عقل بازیچه الهیات نیست.

این اعتقاد که یهودیان قوم برگزیده خداوند هستند بی معناست. هرکس با خواندن صادقانه قوانین موسی متوجه می‌شود خداوند فقط با انتخاب سرزمینی کوچک که در آن در صلح و صفا زندگی کنند به آنان عنایت داشته‌اند.
کتاب مقدس صرفاً شامل حقیقت روحانی-یعنی تمرین عدالت و نیکوکاری-است، نه حقایق زمینی و نیز اصرار می‌کنند همه کسانی که قوانین دنیوی رادر کتاب مقدس پیدا می‌کنند یا در اشتباهند یا خودخواه.
من از بسیای از افراد می‌خواهم کتاب مرا نخوانند: توده بی‌سواد و خرافاتی که فکر می‌کنند که عقل چیزی جز بازیچه الهیات نیست، از این کتاب چیزی نمی‌فهمند. در واقع شاید ایمان‌شان آشفته گردد.

## حکم تکفیر
عقیدهٔ همه خدایی اسپینوزا منجر به صدور حکم تکفیر او از سوی روحانیون یهودی شد (در سال۱۶۶۵):
به قضاوت فرشتگان و روحانیون، ما باروخ اسپینوزا، را تکفیر می‌کنیم، از اجتماع یهودی خارج می‌کنیم و او را لعنت و نفرین می‌کنیم. تمامی لعنت‌های نوشته شده در قانون (منظور تلمود و تورات است) بر او باد، در روز بر او لعنت باد، در شب بر او لعنت باد. وقتی خواب است بر او لعنت باد، وقتی بیدار است بر او لعنت باد، وقتی بیرون می‌رود بر او لعنت باد و وقتی بازمی‌گردد بر او لعنت باد. خداوند او را نبخشد و خشم و غضب خدا علیه او مستدام باد، خداوند نام او را در زیر این خورشید محو کند و او را از تمامی قبایل اسرائیل خارج کند. ما شما را نیز هشدار می‌دهیم، که هیچ‌کس حق ندارد با او سخن بگوید، چه به‌طور گفتاری و چه به‌طور نوشتاری. هیچ‌کس حق ندارد به او لطفی بکند، کسی حق ندارد با او زیر یک سقف بماند، و در دو قدمی او قرار بگیرد، و هیچ‌کس حق ندارد هیچ نوشته‌ای از او را بخواند.